# 2010年冬季残疾人奥林匹克运动会瑞典代表团
2010年冬季残疾人奥林匹克运动会瑞典代表团是瑞典派出的2010年冬季残疾人奥林匹克运动会代表团。获得2枚铜牌。